# 截尾藍子魚
截尾藍子魚為輻鰭魚綱鱸形目刺尾魚亞目藍子魚科的其中一種，於1829年由德國博物學家兼探險家Eduard Rüppell首次正式描述為Amphacanthus luridus，模式產地為紅海，分布於西印度洋區，包括紅海、東非、南非、波斯灣、阿拉伯海等海域，並引進地中海，棲息深度2-40公尺，本魚體呈橢圓形且側扁，其深度是其標準長度的2.1至2.8倍，下顎有單排門牙狀牙齒，每顆牙齒有1或2個側尖，背鰭有13-14個刺和10個軟條，而臀鰭有7個刺和9個軟條，尾鰭截形，色多種多樣，通常為橄欖綠至深棕色，並帶有斑駁圖案，胸鰭呈透明黃色，體長可達30公分，棲息在沙石底質的海域，白天活動，單獨或成小群活動，以藻類為食，繁殖期在4至8月，硬棘具有毒腺，易傷人，可做為食用魚。

## 擴展閱讀
維基物種上的相關：截尾藍子魚